# Cellarinella stellaepolaris
Cellarinella stellaepolaris är en mossdjursart som beskrevs av Moyano och Ristedt 2000. Cellarinella stellaepolaris ingår i släktet Cellarinella och familjen Sclerodomidae. Inga underarter finns listade i Catalogue of Life.